# رسانه ۱۰۹۱
رسانه ۱۰۹۱ (به انگلیسی: 1091 Media) یک استودیوی فیلم آمریکایی است که در سال ۲۰۱۵ در لس آنجلس تأسیس شد.